# Jana Petříková
Jana Petříková (* 21. Januar 1993 als Jana Sedláčková in Tábor, Jihočeský kraj) ist eine tschechische Fußballspielerin.

## Karriere

### Vereine
Petříková begann beim TJ Sokol Sedlec-Prčice mit dem Fußballspielen und wechselte 2005 in die D-Jugend von Sparta Prag. Nach vier Jahren, zuletzt für die B-Jugendmannschaft aktiv, rückte sie im Alter von 16 Jahren in die erste Mannschaft des AC Sparta auf. Im ersten Seniorinnenjahr wurde sie vom Tschechischen Fußballverband als beste Nachwuchsspielerin ausgezeichnet. Nach drei weiteren Saisonen spielte sie erstmals im Ausland.
Mit Start der Saison 2013/14 am 8. September 2013 gehörte sie dem 1. FC Lübars in der Gruppe Nord der seinerzeit zweigleisigen 2. Bundesliga an. Ihr Pflichtspieldebüt gab sie am 29. September 2013 in der 2. Runde des DFB-Pokalwettbewerbs bei der 1:2-Niederlage auf heimischer Spielstätte gegen den Ligakonkurrenten Werder Bremen 90 Minuten lang. Ihr Bundesligadebüt fand am 6. Oktober 2013 (3. Spieltag) bei der 1:2-Niederlage im Auswärtsspiel gegen die zweite Mannschaft des VfL Wolfsburg statt. Bis zum Saisonende 2014/15 kam sie in 39 weiteren Punktspielen zum Einsatz, in denen sie Saison übergreifend drei Tore erzielte.
Nach Jena gelangt, spielte sie fünf Jahre lang Bundesligafußball für den FF USV Jena, für den sie ein Tor in 68 Punktspielen erzielte und acht Pokalspiele bestritt. Mit der Übernahme der Spiellizenz vom USV Jena, gleichbedeutend mit der Übertragung des Spielrechts ab dem 1. Juli 2020 an den FC Carl Zeiss Jena, kam sie nunmehr für diesen Verein in der Staffel Nord der 2. Bundesliga in elf von 16 Punktspielen zum Einsatz; seit dem 1. Juli 2021 pausiert sie, um sich ihrer Ausbildung zu widmen.

### Nationalmannschaft
Nachdem Petříková von 2008 bis 2009 13 Länderspiele für die U17-Nationalmannschaft bestritten hatte, gab sie – noch vor ihren Einsätzen für die U19-Nationalmannschaft – am 26. November 2009 in Písek ihr Debüt für die A-Nationalmannschaft. Im dritten Spiel der WM-Qualifikationsgruppe 8 wurde sie bei der 1:2-Niederlage gegen die Nationalmannschaft Belgiens zur zweiten Spielhälfte für Markéta Ringelová eingewechselt. Ihr erstes A-Länderspieltor erzielte sie am 20. November 2011 in Roudnice nad Labem im dritten Spiel der EM-Qualifikationsgruppe 7 beim 5:0-Sieg über die Nationalmannschaft Armeniens mit dem Treffer zum 2:0 in der sechsten Minute.

## Erfolge
- Meister der I. liga žen (6): 2008, 2009, 2010, 2011, 2012, 2013
- Tschechischer Pokalsieger (5): 2008, 2009, 2010, 2011, 2012
- Meister 2. Bundesliga Nord 2015 mit 1. FC Lübars
- Meister 2. Bundesliga Nord 2021 mit dem FC Carl Zeiss Jena